# Let Me Love You (Johan Becker-låt)
Let Me Love You, skriven av Johan Becker, Brian Hobbs och Leif Larsson, är en ballad, i original framförd av Johan Becker, som släppte den på singel 2004.
En text på svenska har skrivits av Kjell Åke Hansson 2006, och heter Känn min längtan, och framfördes 2006 av Lotta Engberg under Diggilooturnén.
I denna låt förklarar hon sin kärlek till dottern Malin, som har flyttat utomlands för studier. I låten tänker Lotta Engberg tillbaka på den tid då hon var gravid, vilket för övrigt var då hon framförde det segrande bidraget "Fyra Bugg & en Coca Cola" i den svenska Melodifestivalen 1987. Den 23 december 2006 framförde hon låten i SVT. Lotta Engberg släppte den på singel i arrangemang av Leif Ottebrand, som även spelar klaviatur på inspelningen medan Mats Johansson spelar gitarr, den 14 februari 2007.
"Känn min längtan" släpptes första gången på Diggiloosamlingen i juni 2006, och är hämtad från musiken till SVT:s TV-serie "Leende guldbruna ögon", som handlar om dansband och visades 2007.

## Listplaceringar
| Lista (2004) | Topplacering |
| ------------ | ------------ |
| Sverige      | 3            |

### Fotnoter
1. ↑  ”Dansbandsbloggen”. http://smdb.kb.se/catalog/id/001431907. Läst 24 april 2011.
2. ↑  ”Svensk mediedatabas”. http://smdb.kb.se/catalog/id/002039650. Läst 24 april 2011.
3. 1 2  ”Dansbandsbloggen”. Arkiverad från originalet den 18 augusti 2010. https://web.archive.org/web/20100818101120/http://www.dansbandsbloggen.se/2007/02/lotta-engberg-slpper-ny-singel.html. Läst 24 april 2011.
4. ↑  ”Listplacering”. http://hitparad.se/showitem.asp?interpret=Johan+Becker&titel=Let+Me+Love+You&cat=s. Läst 24 april 2011.